# 中尾耕二
中尾 耕二（なかお こうじ、1965年5月2日 - ）は、日本の建築家。
北海道北広島市出身。
一級建築士、監理建築士。発達障害児・者のための支援施設を中心に設計、研究。また、木造寺社のバリアフリー化と耐震化のコンサルティングを機に、現在は、本堂を含む寺社建築全般の設計・監理、コンサルティングを主に行う。
二児の父。

## 略歴
二人兄弟の次男。父親は、地球物理学者で北海道大学名誉教授の中尾欣四郎。
1984年,札幌光星学園高等学校卒業、1990年,愛知工業大学建築工学科卒業、
同年4月, 建築家でプロダクトデザイナーの黒川雅之主宰の株式会社黒川雅之建築設計事務所へ入社、
同年10月,大学の恩師で発達障害児・者支援施設設計・研究の第一人者である林章主宰の株式会社設計計画林研究室へ入社、
1997年,同社取締役を経て、2002年,有限会社ナカオアーキオフィス開設、同社代表取締役。

## 主な作品
- 桑の木園地域交流ホーム　（島根県／知的障害児デイケアーセンター／1993年）
- ディセンターウィズ　（埼玉県／知的障害者更生施設 通所／1995年）
- Ｋ邸別荘　（山梨県／別荘／1995年）
- ハロークリニック　（埼玉県／知的障害児神経内科小児科・内科／1998年）
- つばさ工舎海老江 福島育成園　（大阪府／知的障害者更生・授産施設／1999年）
- Ｍ邸古民家再生別荘　（京都府／古民家再生別荘／1999年）
- Ｎ邸　（北海道／住宅増改築・構造補強／1999年）
- Ｙ複合施設基本計画　（愛知県／乳児院・児童養護施設・盲児施設・地域交流施設・身体障害者療護施設・重度身体障害者授産施設 等／2001年）
- 都城子ども療育センターひかり園　（宮崎県／障害児通園事業・重症心身障害児(者)通園事業／2004年）
- Ｈホーム基本計画　（東京都／小規模多機能的認知症対応グループホーム／2007年）
- 東村山生活実習所　（東京都／生活支援事業・就労継続支援(非雇用型)Ｂ型事業・短期入所事業／2010年）
- 聞明寺　（東京都／寺社／2018年）

## 出版物
- 『建築設計資料 80 グループホーム』（林章と共著、建築資料研究社、1999年）
- 『彩の国バリアフリー建築カレッジ バリアフリー設計実例集』（埼玉県彩の国人にやさしい建物づくり連絡協議会、2001年）
- 『建築設計資料 104 児童福祉施設』（建築資料研究社、2006年）
- 『世界の児童と母性』（財団法人 資生堂社会福祉事業団、2007年）